# Blaye (quận)
Quận Blaye là một quận của Pháp, nằm ở tỉnh Gironde, trong vùng Aquitaine. Quận này có 4 tổng và 55 xã.

## Các đơn vị hành chính

### Các tổng
Các tổng của quận Blaye là: 
1. Blaye
2. Bourg
3. Saint-Ciers-sur-Gironde
4. Saint-Savin

### Các xã
Các xã của quận Blaye, và mã INSEE là: 
| 1. Anglade (33006)                  | 2. Bayon-sur-Gironde (33035)         | 3. Berson (33047)                     |
| 4. Blaye (33058)                    | 5. Bourg (33067)                     | 6. Braud-et-Saint-Louis (33073)       |
| 7. Campugnan (33089)                | 8. Cars (33100)                      | 9. Cartelègue (33101)                 |
| 10. Cavignac (33114)                | 11. Civrac-de-Blaye (33126)          | 12. Comps (33132)                     |
| 13. Cubnezais (33142)               | 14. Cézac (33123)                    | 15. Donnezac (33151)                  |
| 16. Eyrans (33161)                  | 17. Fours (33172)                    | 18. Gauriac (33182)                   |
| 19. Générac (33184)                 | 20. Lansac (33228)                   | 21. Laruscade (33233)                 |
| 22. Marcenais (33266)               | 23. Marcillac (33267)                | 24. Marsas (33272)                    |
| 25. Mazion (33280)                  | 26. Mombrier (33285)                 | 27. Plassac (33325)                   |
| 28. Pleine-Selve (33326)            | 29. Prignac-et-Marcamps (33339)      | 30. Pugnac (33341)                    |
| 31. Reignac (33351)                 | 32. Saint-Androny (33370)            | 33. Saint-Aubin-de-Blaye (33374)      |
| 34. Saint-Caprais-de-Blaye (33380)  | 35. Saint-Christoly-de-Blaye (33382) | 36. Saint-Ciers-de-Canesse (33388)    |
| 37. Saint-Ciers-sur-Gironde (33389) | 38. Saint-Genès-de-Blaye (33405)     | 39. Saint-Girons-d'Aiguevives (33416) |
| 40. Saint-Mariens (33439)           | 41. Saint-Martin-Lacaussade (33441)  | 42. Saint-Palais (33456)              |
| 43. Saint-Paul (33458)              | 44. Saint-Savin (33473)              | 45. Saint-Seurin-de-Bourg (33475)     |
| 46. Saint-Seurin-de-Cursac (33477)  | 47. Saint-Trojan (33486)             | 48. Saint-Vivien-de-Blaye (33489)     |
| 49. Saint-Yzan-de-Soudiac (33492)   | 50. Samonac (33500)                  | 51. Saugon (33502)                    |
| 52. Tauriac (33525)                 | 53. Teuillac (33530)                 | 54. Villeneuve (33551)                |
| 55. Étauliers (33159)               |                                      |                                       |